# 恆和集團
恆和珠寶集團有限公司，簡稱恆和珠寶集團，以及恆和集團（英語：CONTINENTAL HOLDINGS LIMITED，港交所：0513），在1975年由陳聖澤博士（主席及首席執行官）創立，名為「恆和珠寶首飾廠有限公司」。
現時業務設計、製造、推廣及買賣珠寶首飾及鑽石產品。該股份在1988年11月8日於香港交易所主板上市。而總部位於香港九龍紅磡鶴園街11號凱旋工商中心第3期1樓M及N座。
而在2010年6月，恆和集團旗下佳勵控股有限公司，以11,006,289加元（約相等於81,666,664.38港元），以每股3.5
加元（約相等於25.97港元），收購Macarthur Minerals Limited約10.47%股權，由原先持有3,144,654股，增加至5,384,527股。主要用來勘探及開發位於澳洲西部擁有遠景鐵礦石資源之項目，以及紅莊金礦項目。
2017年7月18日恒和珠寶透過旗下全資附屬公司以11.8億元向豐泰地產及資本策略地產購入灣仔道232號商業項目，地盤面積約5798方呎，而恆和現擬將該地塊重新發展成一座總樓面面積約為86,970平方呎之商業樓宇
2018年7月，恆和集團以1.29億港元收購元朗豪景商業大廈12層樓層。

## 連結
- Continental.com.hk （页面存档备份，存于）